# Abdemon (König)
Abdemon  (altgriechisch Ἀβδήμων Abdḗmōn) war Ende des 5. Jahrhunderts v. Chr. König von Salamis auf Zypern.

## Leben
Abdemon war phönizischer Herkunft und stammte entweder aus Tyros, wo der Name häufiger belegt ist, oder aus Kition auf Zypern. Um 415 v. Chr. tötete er den aus Tyros stammenden Usurpator von Salamis. Der einer angeblich griechischen Dynastie (Teukriden) angehörige Euagoras I. floh nach Soloi in Kilikien, kam aber nach 410 v. Chr. mit  Gefolgsleuten zurück und stürzte Abdemon.
Es sind  Münzen Abdemons bekannt.